# Brookside (Ohio)

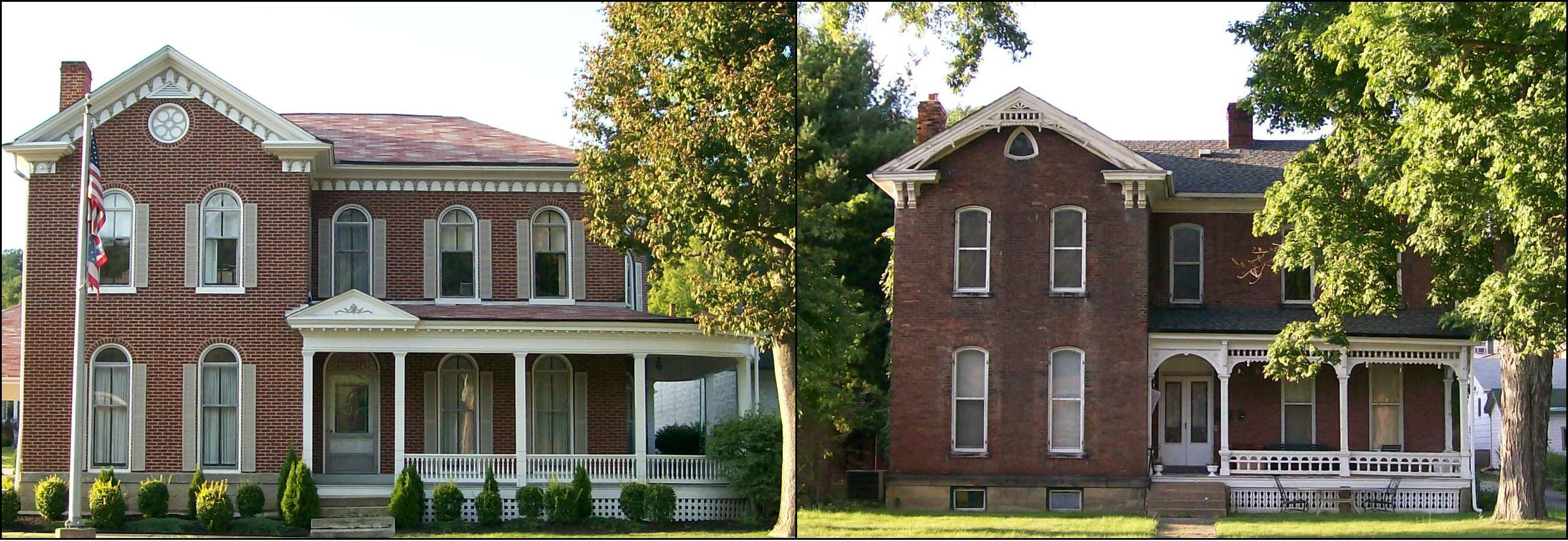
Brookside - historyczne domy

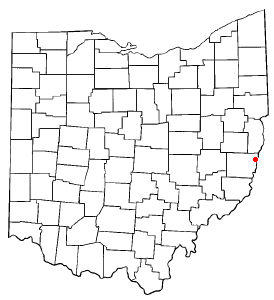
Brookside na planie stanu Ohio

Brookside – wieś w USA, Hrabstwo Belmont w stanie Ohio.
W roku 2010, 19,1% mieszkańców było w wieku poniżej 18 lat, 6,3% było w wieku od 18 do 24 lat, 25,7% miało od 25 do 44 lat, 31,3% miało od 45 do 64 lat, a 17,7% było w wieku 65 lat lub starszych. We wsi było 48,4% mężczyzn i 51,6% kobiet.
Liczba mieszkańców w 2010 roku wynosiła 632, a w 2012 wynosiła 621.